# Паликућа
Паликућа је насељено место града Лесковца у Јабланичком округу. Према попису из 2022. било је 358 становника.

## Демографија
У насељу Паликућа живи 309 пунолетних становника, а просечна старост становништва износи 39,5 година (39,5 код мушкараца и 39,4 код жена). У насељу има 89 домаћинстава, а просечан број чланова по домаћинству је 4,35.
Ово насеље је великим делом насељено Србима (према попису из 2002. године).
|  |

| Демографија | Демографија | Демографија |
| Година      | Становника  | Становника  |
| ----------- | ----------- | ----------- |
| 1948.       | 315         |             |
| 1953.       | 334         |             |
| 1961.       | 351         |             |
| 1971.       | 371         |             |
| 1981.       | 374         |             |
| 1991.       | 392         | 389         |
| 2002.       | 387         | 389         |
| 2011.       | 387         |             |
| 2022.       | 358         |             |

| Етнички састав према попису из 2002.‍ | Етнички састав према попису из 2002.‍ | Етнички састав према попису из 2002.‍ | Етнички састав према попису из 2002.‍ | Етнички састав према попису из 2002.‍ |
| ------------------------------------ | ------------------------------------ | ------------------------------------ | ------------------------------------ | ------------------------------------ |
|                                      |                                      |                                      |                                      |                                      |
| Срби                                 | Срби                                 |                                      | 381                                  | 98,44%                               |
| непознато                            | непознато                            |                                      | 6                                    | 1,55%                                |

| Година пописа     | 1948. | 1953. | 1961. | 1971. | 1981. | 1991. | 2002. |
| ----------------- | ----- | ----- | ----- | ----- | ----- | ----- | ----- |
| Број домаћинстава | 53    | 57    | 63    | 72    | 81    | 85    | 89    |

| Број чланова      | 1 | 2  | 3  | 4  | 5  | 6  | 7 | 8 | 9 | 10 и више | Просек |
| ----------------- | - | -- | -- | -- | -- | -- | - | - | - | --------- | ------ |
| Број домаћинстава | 5 | 14 | 10 | 12 | 23 | 17 | 5 | 3 | 0 | 0         | 4,35   |

| Пол    | Укупно | Неожењен/Неудата | Ожењен/Удата | Удовац/Удовица | Разведен/Разведена | Непознато |
| ------ | ------ | ---------------- | ------------ | -------------- | ------------------ | --------- |
| Мушки  | 169    | 26               | 121          | 21             | 1                  | 0         |
| Женски | 153    | 18               | 120          | 14             | 1                  | 0         |
| УКУПНО | 322    | 44               | 241          | 35             | 2                  | 0         |

| Пол    | Укупно                    | Пољопривреда, лов и шумарство | Рибарство                            | Вађење руде и камена | Прерађивачка индустрија       |
| ------ | ------------------------- | ----------------------------- | ------------------------------------ | -------------------- | ----------------------------- |
| Мушки  | 86                        | 30                            | 0                                    | 0                    | 23                            |
| Женски | 35                        | 14                            | 0                                    | 0                    | 11                            |
| УКУПНО | 121                       | 44                            | 0                                    | 0                    | 34                            |
| Пол    | Производња и снабдевање   | Грађевинарство                | Трговина                             | Хотели и ресторани   | Саобраћај, складиштење и везе |
| Мушки  | 1                         | 4                             | 9                                    | 2                    | 4                             |
| Женски | 1                         | 1                             | 5                                    | 1                    | 0                             |
| УКУПНО | 2                         | 5                             | 14                                   | 3                    | 4                             |
| Пол    | Финансијско посредовање   | Некретнине                    | Државна управа и одбрана             | Образовање           | Здравствени и социјални рад   |
| Мушки  | 0                         | 1                             | 0                                    | 2                    | 2                             |
| Женски | 0                         | 0                             | 0                                    | 2                    | 0                             |
| УКУПНО | 0                         | 1                             | 0                                    | 4                    | 2                             |
| Пол    | Остале услужне активности | Приватна домаћинства          | Екстериторијалне организације и тела | Непознато            | Непознато                     |
| Мушки  | 8                         | 0                             | 0                                    | 0                    | 0                             |
| Женски | 0                         | 0                             | 0                                    | 0                    | 0                             |
| УКУПНО | 8                         | 0                             | 0                                    | 0                    | 0                             |

## Положај села
Паликућа се заселила на мање од пола километра јужно од Горњег Јајна, па је удаљена 7 килолтетара од Лесковца. Село лежи на левој обали реке Ветернице, и то на месту где се у Ветерницу улива Ботуња.

## Име села
Село је добило име по томе што је паљено, и то у два маха.

## Воде
Главна текућица је Ветерница. Око ње се и село заселило и то на простору између реке на истоку и брега, који се благо издиже на западу. Кроз атар овог села протиче речица Ботуња и у самом селу се улива у Ветерницу. Речица Ботуња извире у бреговима у атару Мирошевачком, изнад Горње Бунуше силази у равницу и њоме тече ноншалантно, правећи многобројне меандре кроз бунушко и паликућско поље. Њено мало корито је пуно црне тиње. Лети пресуши, а у кориту и око њега ничу бокори зуке, траве која ниче на терену са блиским изданским водама.У селу свака кућа има бунар.

## Путеви
Ово се село налази на путу који води из Горњег Јајна ка Бунушком Чифлуку и даље на југ. Пут пролази изнад села са западне стране недалеко од првих сеоских кyћa нa тој страни, а у село се улази кратким путем који се од овог пута одваја.

## Из прошлости села
Паликуће нема у споменицима српске средњовековне државе, па вероватно у та време није постојало. Међутим, за ово село су везана два историјски важна догађаја, две битке које су се, у два века, код њега догадиле.
Прва се десила вероватно у току 1789 године, у доба такозване Кочине крајине, када је Аустрија, ратујући у савезу cа Русијом против Турске, била освојила од Турака целу северну Србију на југу до испред Алексинца. Тада су се и у Поречју подигли Срби на оружје, верујући да је дошао крај турском царству. Поречке устанике је у борбу против Турака повео Пеша (Петар) Прчић, из Накриванскоr Чифлука, како је, по народном предању забележио Милан Ђ. Милићевић. У почетку су устаници имали успеха, и по казивању Алексе Трајковића, из Великог Трњана, они су успели да од Турака ослободе Јабланицу и Пусту Реку и допру све до Малог Косова. У напону устанка, Пеша Прчић, да би устанку дао још већи значај и психолошки деловао на народне масе, прогласио је себе за цара. Како аустријска војска није напредовала даље на југ, на усамљенаг Пешу навале Турци великим снагама, сатерају га у његово Поречје и код села Паликуће потук, село спале.
Друга битка код села Паликуће десила се негде у априлу 1807. године. У доба првоr српског устанка, Карађорђе је paдио и на подизању народа лесковачког краја на Турке, и из тог краја имао своје буљубаше (више официре) Николу Стрељу и Цветка Врановачког Бузгунџију. Док је Стреља оперисао у власотиначком крају, Цветко Врановачки је диrао на оружје села у Јабланици. Пошто је спалио хан у селу Бошњаку, кренуо је са својом групом устаника у правцу Грделичке клисуре. Цветко није могао ићи за Грделицу преко Лесковца, у коме је било турске војске, већ је ударио преко Сушице на Поречје. Надирући кроз Поречје, он је имао са Турцима две битке: једну, најпре, код села Паликућe, где се из Сушице са својом војском спустио у Поречје, и другу код Вучја.
Пакушај Стрељин да у заједници са Цветком Врановачким затворе Грделичку клисуру није успео. Турци су устанике под њиховом командам потукли и устанак угушили. По неким записима, Цветко је и погинуо код Паликуће. По народном предању, и овог пута је Паликућа била од Турака спаљена.
Хан помиње Паликућу и наводи да је 1858. rодине имала 25 кућа, дакле била знатно већа од Горњег Јајна. Милан Ђ. Милићевић је забележио да је она имала после ослобођења 28 пореских глава.
Под Турцима је Паликућа била rосподарско село. Пред крај турске власти имало је два господара, који су од Паликућана убирали и параспур, о чему сведочи локалитет под истим именом у атару овог села. После ослобођења од Турака, Паликућа је плаћала аграрни дуг.

## Земља
Атар села Паликуће простире се на 385 хектара, од којих обрадиву земљу чини 221 хектар, ливаде 24 хектара, пашњаци 43 хектара и шума 52 хектара. Земљиште носи називе: Њиве: Везино (вероватно по Горњејајнском господару Вези), Селиште, Бука („бучала вода"), Преко Ботуњу, Љиљак, Параспур, Грудаш, Луке, Поље, Турске њиве, Јасен, Над 6аче, Наћине луке, Записаница („било запис"); ливаде: Општинска ливада и Цакине ливаде; шума: Дрењар, Средњар (Осредак), Бела земља, Над лојзе; виногради: Китке.